# Chavaignes
Chavaignes est une ancienne commune française située dans le département de Maine-et-Loire, en région Pays de la Loire. Le 15 décembre 2016, la commune devient une commune déléguée au sein de la commune nouvelle de Noyant-Villages.
Cette commune rurale se situe dans le Baugeois, au nord-ouest de la ville de Noyant.

## Géographie

### Localisation
Chavaignes est un village angevin de l'ouest de la France qui se situe dans l'est du Baugeois, entre Lasse (2 km), à l'est, et Auverse (3 km), au sud. Baugé se trouve à 11 km et Saumur à 33 km,. Son territoire est essentiellement rural.
Le Baugeois est la partie nord-est du département de Maine-et-Loire. Elle est délimitée au sud par la vallée de l'Authion et celle de la Loire, et à l'ouest par la vallée de la Sarthe.

### Aux alentours
Les communes les plus proches sont Lasse (2 km), Auverse (3 km), Genneteil (6 km), Pontigné (6 km), Chigné (6 km), Noyant (7 km), Dénezé-sous-le-Lude (8 km), Méon (8 km), Le Guédeniau (8 km) et Mouliherne (8 km).

### Géologie et relief
L'altitude de Chavaignes varie de 74 à 89 mètres, pour une altitude moyenne de 60 mètres, et s'étend sur plus de 7 km2 (742 hectares).
Son territoire se situe sur l'unité paysagère du Plateau du Baugeois. Le relief du Baugeois est principalement constitué d'un plateau, aux terrains sablonneux, siliceux ou calcaires, caractérisés par de larges affleurements sédimentaires, crétacés, sables et calcaires aux teintes claires.
Une partie de la commune est classée en Zone naturelle d'intérêt écologique, floristique et faunistique (ZNIEFF), pour la zone de bois des Bellangeres.

### Climat
Le climat angevin est tempéré, de type océanique. Il est particulièrement doux, compte tenu de sa situation entre les influences océaniques et continentales. Généralement les hivers sont pluvieux, les gelées rares et les étés ensoleillés. Le climat du Baugeois est plus continental : plus sec et chaud l'été.

### Hydrographie
Le territoire de la commune est traversé par la rivière Le Couasnon.

## Urbanisme
Morphologie urbaine : le village s'inscrit dans un territoire essentiellement rural.
En 2009 on trouve 61 logements sur la commune de Chavaignes, dont 66 % sont des résidences principales, pour une moyenne sur le département de 91 %, et dont 68 % des ménages en sont propriétaires. Quatre ans plus tard, en 2013, on y trouve 62 logements, dont 75 % sont des résidences principales, pour une moyenne sur le département de 90 %, et dont 71 % des ménages en sont propriétaires.

## Toponymie
Origine du nom de la commune : Cavaniae colonia en 862, Chaveignes en 1271, Ecclesia de Chavaignes en 1348, Chahaignes en 1497, Sanctus Martinus de Cabanis en 1510, Chavaignes-lès-Baugé en 1602, Chavaignes près Baugé en 1624, Chavagnes-sous-le-Lude ou Chavaignes-sous-le-Lude au XVIIIe siècle, puis Chavaigné et Chavaignes au XIXe siècle,. La commune est aussi parfois appelée Chavaignes-sous-le-Lude.
À ne pas confondre avec Chavagnes, commune du Saumurois.
Nom des habitants : Les Chavaignais.

## Histoire

### Moyen Âge
La colonia Cavanie est mentionnée pour la première fois en 862, à l'occasion de la restitution du domaine par Charles le Chauve à Saint-Martin de Tours. Un peu plus tard, il est abandonné au chapitre de Saint-Martin d'Angers.
Au Moyen Âge la seigneurie de Launay-Baffert entoure entièrement le village.

### Ancien Régime
Sous l'Ancien Régime, Chavaignes dépend de la sénéchaussée angevine de Baugé, du diocèse d'Angers et de l'archiprêtré du Lude.

### Époque contemporaine
À la réorganisation administrative qui suit la Révolution, la commune est rattachée en 1790 au canton de Mouliherne puis au canton de Noyant. Il est intégré au district de Baugé, puis en 1800 à l'arrondissement de Baugé, et à sa disparition en 1926, à l'arrondissement de Saumur.
Pendant la Première Guerre mondiale, 9 habitants perdent la vie. Lors de la Seconde Guerre mondiale, aucun habitant n'est tué.
Un rapprochement intervient en 2016. Le 15 décembre, les communes de Auverse, Broc, Breil, Chalonnes-sous-le-Lude, Chavaignes, Chigné, Dénezé-sous-le-Lude, Genneteil, Lasse, Linières-Bouton, Meigné-le-Vicomte, Méon, Noyant et Parçay-les-Pins, s'associent pour former la commune nouvelle de Noyant-Villages. Chavaignes en devient une commune déléguée.

## Politique et administration

### Administration municipale

#### Administration actuelle
Depuis le 15 décembre 2016, Chavaignes constitue une commune déléguée au sein de la commune nouvelle de Noyant-Villages et dispose d'un maire délégué.
| Période                                  | Période  | Identité       | Étiquette | Qualité |
| ---------------------------------------- | -------- | -------------- | --------- | ------- |
| décembre 2016                            | en cours | Philippe Mazé, |           |         |
| Les données manquantes sont à compléter. |          |                |           |         |

#### Administration ancienne
La commune est créée à la Révolution. Municipalité en 1790. Le conseil municipal est composé de 11 élus.
| Période                                  | Période       | Identité         | Étiquette | Qualité             |
| ---------------------------------------- | ------------- | ---------------- | --------- | ------------------- |
| 1792                                     |               | Jean Fronteau    |           |                     |
| 1801                                     |               | Jean Servault    |           |                     |
| 1832                                     |               | Jean Lebouc      |           |                     |
| 1846                                     |               | Joseph Naulet    |           |                     |
| 1853                                     |               | Joseph Verneau   |           |                     |
| 1858                                     |               | Raveneau         |           |                     |
| 1861                                     |               | Gabriel Rottier  |           |                     |
| 1878                                     |               | Auguste Fronteau |           |                     |
| 1919                                     |               | Auguste Naulet   |           |                     |
| mai 1945                                 |               | Auguste Chasles  |           |                     |
| juin 1995                                | 2008          | Claude Naulet    |           | Exploitant agricole |
| mars 2008                                | décembre 2016 | Philippe Mazé    |           | Agriculteur         |
| Les données manquantes sont à compléter. |               |                  |           |                     |

### Jumelages
La commune ne comporte pas de jumelage.

### Ancienne situation administrative

#### Intercommunalité
La commune fait partie jusqu'en 2016 de la communauté de communes canton de Noyant. Créée en 2000, cette structure intercommunale regroupe les quinze communes du canton, dont Lasse, Auverse et Noyant,. L'intercommunalité est dissoute le 15 décembre 2016.
La communauté de communes est alors membre du Pays des Vallées d'Anjou, structure administrative d'aménagement du territoire comprenant six communautés de communes : Beaufort-en-Anjou, Canton de Baugé, Canton de Noyant, Loir-et-Sarthe, Loire Longué et Portes-de-l'Anjou.
La commune fait également partie du SICTOD Nord Est Anjou, membre du SIVERT, syndicat intercommunal de valorisation et de recyclage thermique des déchets de l'Est Anjou qui se trouve à Lasse, et du SIVU AEP de la région de Noyant pour le traitement de l'eau potable.

#### Autres circonscriptions
Jusqu'en 2014, Chavaignes fait partie du canton de Noyant et de l'arrondissement de Saumur. Ce canton compte alors les quinze mêmes communes que celles de la communauté de communes. Dans le cadre de la réforme territoriale, un nouveau découpage territorial pour le département de Maine-et-Loire est défini par le décret du 26 février 2014. La commune est alors rattachée au canton de Beaufort-en-Vallée, avec une entrée en vigueur au renouvellement des assemblées départementales de 2015.
La commune est dans la troisième circonscription de Maine-et-Loire, composée de huit cantons, dont Baugé et Longué-Jumelles. Cette circonscription de Maine-et-Loire est l'une des sept circonscriptions législatives que compte le département.

## Population et société

### Démographie

#### Évolution démographique
L'évolution du nombre d'habitants est connue à travers les recensements de la population effectués dans la commune depuis 1793. À partir du 1er janvier 2009, les populations légales des communes sont publiées annuellement dans le cadre d'un recensement qui repose désormais sur une collecte d'information annuelle, concernant successivement tous les territoires communaux au cours d'une période de cinq ans. 
Pour les communes de moins de 10 000 habitants, une enquête de recensement portant sur toute la population est réalisée tous les cinq ans, les populations légales des années intermédiaires étant quant à elles estimées par interpolation ou extrapolation. Pour la commune, le premier recensement exhaustif entrant dans le cadre du nouveau dispositif a été réalisé en 2004,.
En 2014, la commune comptait 95 habitants, en évolution de −4,04 % par rapport à 2009 (Maine-et-Loire : +3,3 %, France hors Mayotte : +2,49 %).
| 1793 | 1800 | 1806 | 1821 | 1831 | 1836 | 1841 | 1846 | 1851 |
| ---- | ---- | ---- | ---- | ---- | ---- | ---- | ---- | ---- |
| 276  | 303  | 325  | 330  | 336  | 322  | 326  | 332  | 301  |

| 1856 | 1861 | 1866 | 1872 | 1876 | 1881 | 1886 | 1891 | 1896 |
| ---- | ---- | ---- | ---- | ---- | ---- | ---- | ---- | ---- |
| 307  | 314  | 312  | 305  | 277  | 258  | 255  | 250  | 261  |

| 1901 | 1906 | 1911 | 1921 | 1926 | 1931 | 1936 | 1946 | 1954 |
| ---- | ---- | ---- | ---- | ---- | ---- | ---- | ---- | ---- |
| 251  | 231  | 255  | 232  | 229  | 229  | 222  | 217  | 234  |

| 1962 | 1968 | 1975 | 1982 | 1990 | 1999 | 2004 | 2009 | 2014 |
| ---- | ---- | ---- | ---- | ---- | ---- | ---- | ---- | ---- |
| 197  | 171  | 154  | 134  | 97   | 113  | 101  | 99   | 95   |

Chavaignes est l'une des communes les moins peuplées du département.

#### Pyramide des âges
La population de la commune est relativement jeune. Le taux de personnes d'un âge supérieur à 60 ans (18,2 %) est en effet inférieur au taux national (21,6 %) et au taux départemental (21 %). Contrairement aux répartitions nationale et départementale, la population masculine de la commune est supérieure à la population féminine (52,5 % contre 48,4 % au niveau national et 48,6 % au niveau départemental).
| Hommes | Classe d’âge | Femmes |
| ------ | ------------ | ------ |
| 0,0    | 90 ans ou +  | 0,0    |
| 3,8    | 75 à 89 ans  | 2,1    |
| 17,3   | 60 à 74 ans  | 12,8   |
| 17,3   | 45 à 59 ans  | 21,3   |
| 21,1   | 30 à 44 ans  | 19,1   |
| 21,1   | 15 à 29 ans  | 21,3   |
| 19,2   | 0 à 14 ans   | 23,4   |

| Hommes | Classe d’âge | Femmes |
| ------ | ------------ | ------ |
| 0,4    | 90 ans ou +  | 1,2    |
| 6,3    | 75 à 89 ans  | 9,2    |
| 11,8   | 60 à 74 ans  | 13,0   |
| 19,9   | 45 à 59 ans  | 19,4   |
| 20,6   | 30 à 44 ans  | 19,5   |
| 20,3   | 15 à 29 ans  | 19,1   |
| 20,6   | 0 à 14 ans   | 18,6   |

### Vie locale
Hormis la mairie, il n'existe pas d'autres services publics sur la commune. Il faut se rendre soit à la commune voisine de Lasse ou à Noyant. Située dans l'académie de Nantes, un regroupement pédagogique intercommunal a été créé avec les communes d'Auverse et de Lasse (RPI).
L'hôpital local le plus proche se trouve à Baugé (95 places) ainsi que plusieurs maisons de retraite.
La collecte des déchets ménagers (tri sélectif) est organisée par la communauté de communes du canton de Noyant.
Manifestation annuelle : randonnée pédestre et VTT le dimanche précédant le 14 juillet.

## Économie

### Tissu économique
Commune principalement agricole, 14 établissements sont présents en 2009 dans la commune, dont 64 % relèvent du secteur de l'agriculture (pour 18 % sur le département). L'année suivante, en 2010, sur 13 établissements présents dans la commune, 62 % relèvent du secteur de l'agriculture (pour une moyenne de 17 % sur le département), aucun du secteur de l'industrie, aucun du secteur de la construction, 31 % de celui du commerce et des services et 8 % du secteur de l'administration et de la santé.
Sur 15 établissements présents dans la commune à la fin de l'année 2013, 53 % relèvent du secteur de l'agriculture (pour une moyenne de 12 % sur le département), aucun du secteur de l'industrie, aucun du secteur de la construction, 40 % de celui du commerce et des services et 7 % du secteur de l'administration et de la santé.

### Agriculture
Liste des appellations présentes sur le territoire :
- IGP Bœuf du Maine, IGP Porc de la Sarthe, IGP Volailles de Loué, IGP Volailles du Maine, IGP Œufs de Loué,
- IGP Cidre de Bretagne ou Cidre breton,
- IGP Val de Loire blanc, IGP Val de Loire rosé, IGP Val de Loire rouge.

## Culture locale et patrimoine

### Lieux et monuments
Bâtiments inscrits aux monuments historiques :
- le château de Launay-Baffert, du XIXe siècle, Monument historique inscrit par arrêté du 19 mai 1995 (PA00135545)[40].

Et autres ouvrages inscrits à l'inventaire général du patrimoine culturel :
- la chapelle funéraire, du XIXe siècle ;
- l'église Saint-Martin, des XIe, XVe et XIXe siècles ;
- plusieurs maisons et fermes, des XVIe, XVIIe, XVIIIe siècle et XIXe siècles ;
- le presbytère, des XVe et XVIIIe siècles.

## Pour approfondir